# Montpellier Rugby Club (féminines)
Ne doit pas être confondu avec le Montpellier Hérault Rugby, section masculine connue sous le nom de Montpellier Rugby Club de 1986 à 2003.
Maillots
Actualités
Le Montpellier Rugby Club, aussi désigné en tant qu'équipe féminine du Montpellier Hérault Rugby est un club féminin de rugby à XV basé à Montpellier dont l'équipe senior participe au championnat d'Élite 1.

## Historique
La section féminine senior du Montpellier Rugby Club a été formée en 1998. L'équipe a conquis son premier titre national en 2007 par une victoire en finale sur l'Ovalie caennaise (10-3) à Grenoble. Au fil du temps, elles ont enchaîné les titres (2009, 2013, 2014) et le public local les a surnommé les Coccinelles. Des joueuses de Montpellier sont régulièrement sélectionnées en équipe de France,.

## Logo

Logo MRC (1998-2003)
Logo MHRC (2003-2009)
Logo MHR (2009-2010)
Logo MHR (2010-2013)
Logo MHR depuis mai 2013

## Palmarès

### Détail du palmarès
- Coupe d'Europe (1) : 
  - Vainqueur (1) : 2008

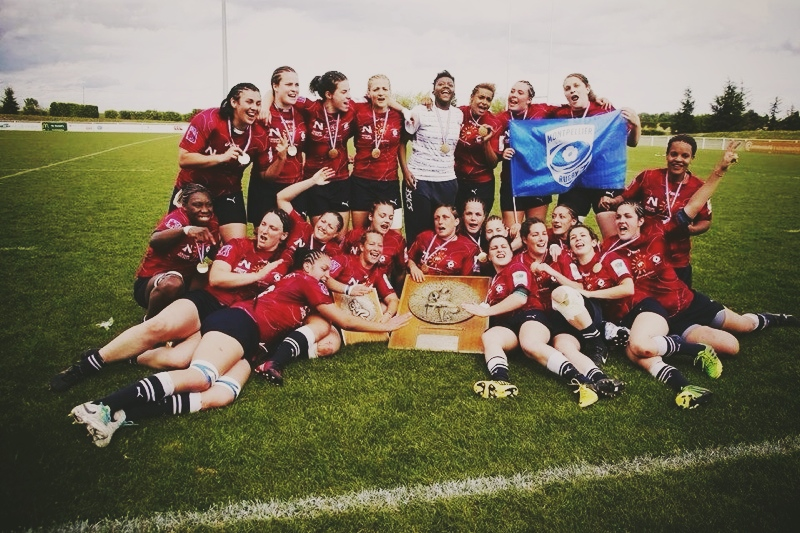
Les Coccinelles, championnes de France 2014.

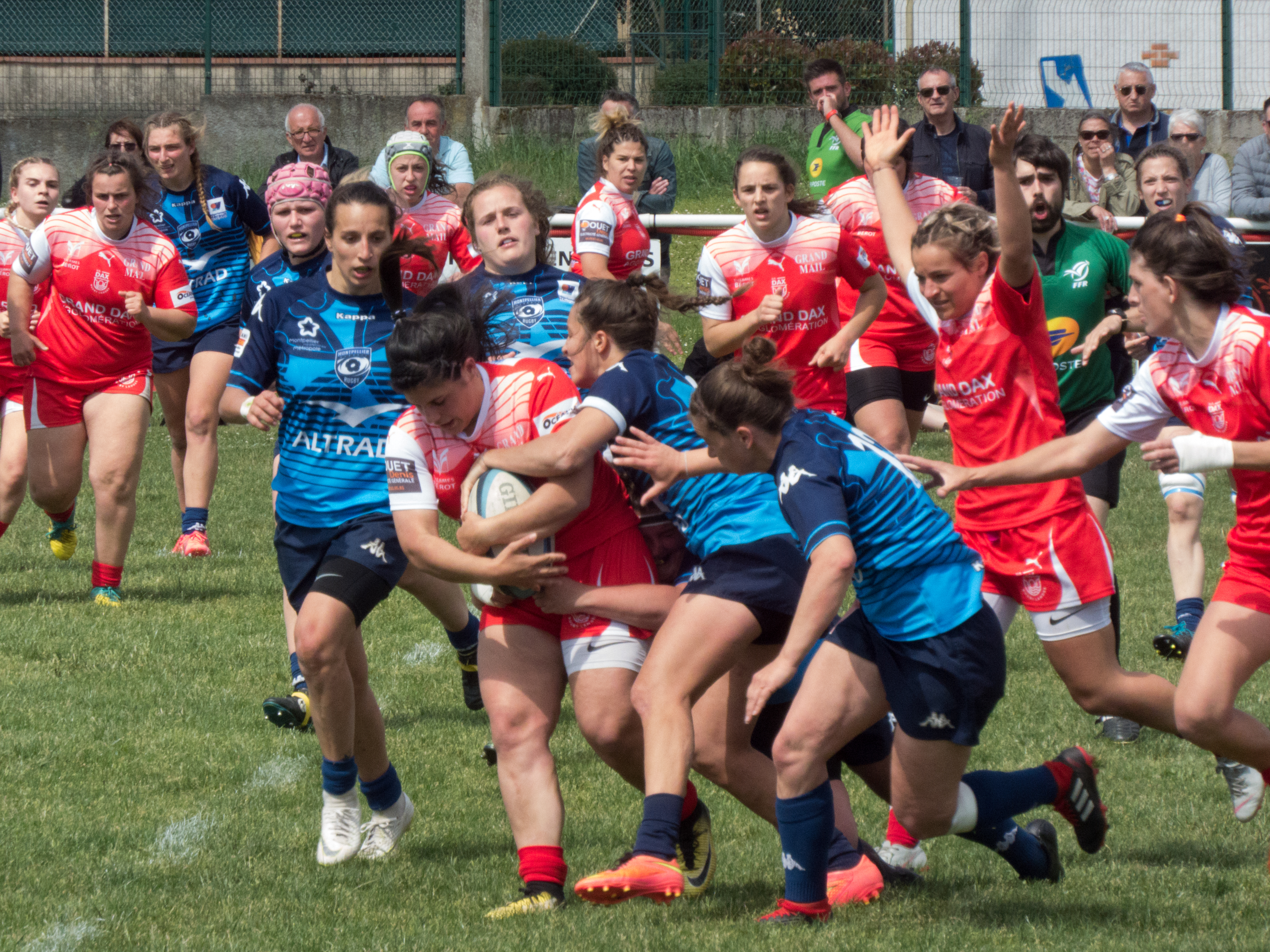
L'équipe réserve, ici en demi-finale contre l'US Dax, est sacrée championne de Fédérale 1 en 2019.

- Championnat de France de 1re division :
  - Champion (8) : 2007, 2009, 2013[9], 2014[10],[11], 2015[12], 2017[13], 2018, 2019
  - Finaliste (4) : 2008, 2010[14], 2012, 2016

- Championnat de France de rugby à sept Élite
  - Vice-champion (1) : 2017

- Championnat de France de 2e division :
  - Champion (1) : 2005

- Championnat de France de 3e division :
  - Champion (2) : 2002, 2019 (réserve)

- Championnat de France de 4e division :
  - Champion (1) : 2014 (réserve)

### Finales disputées

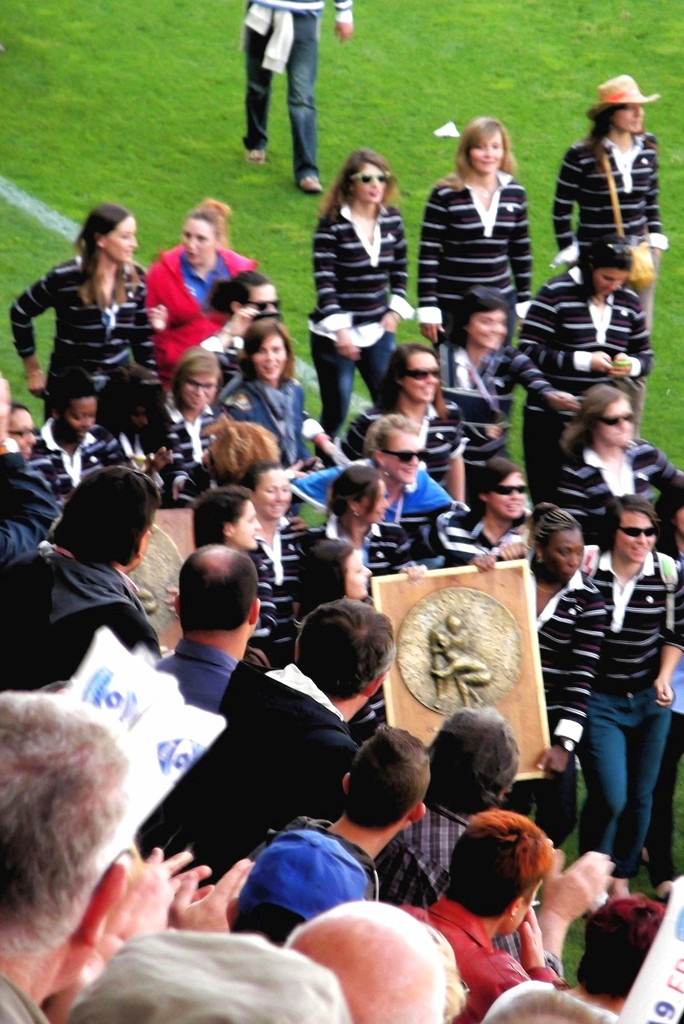
MRC (féminines) : tour d'honneur (bouclier 2014).

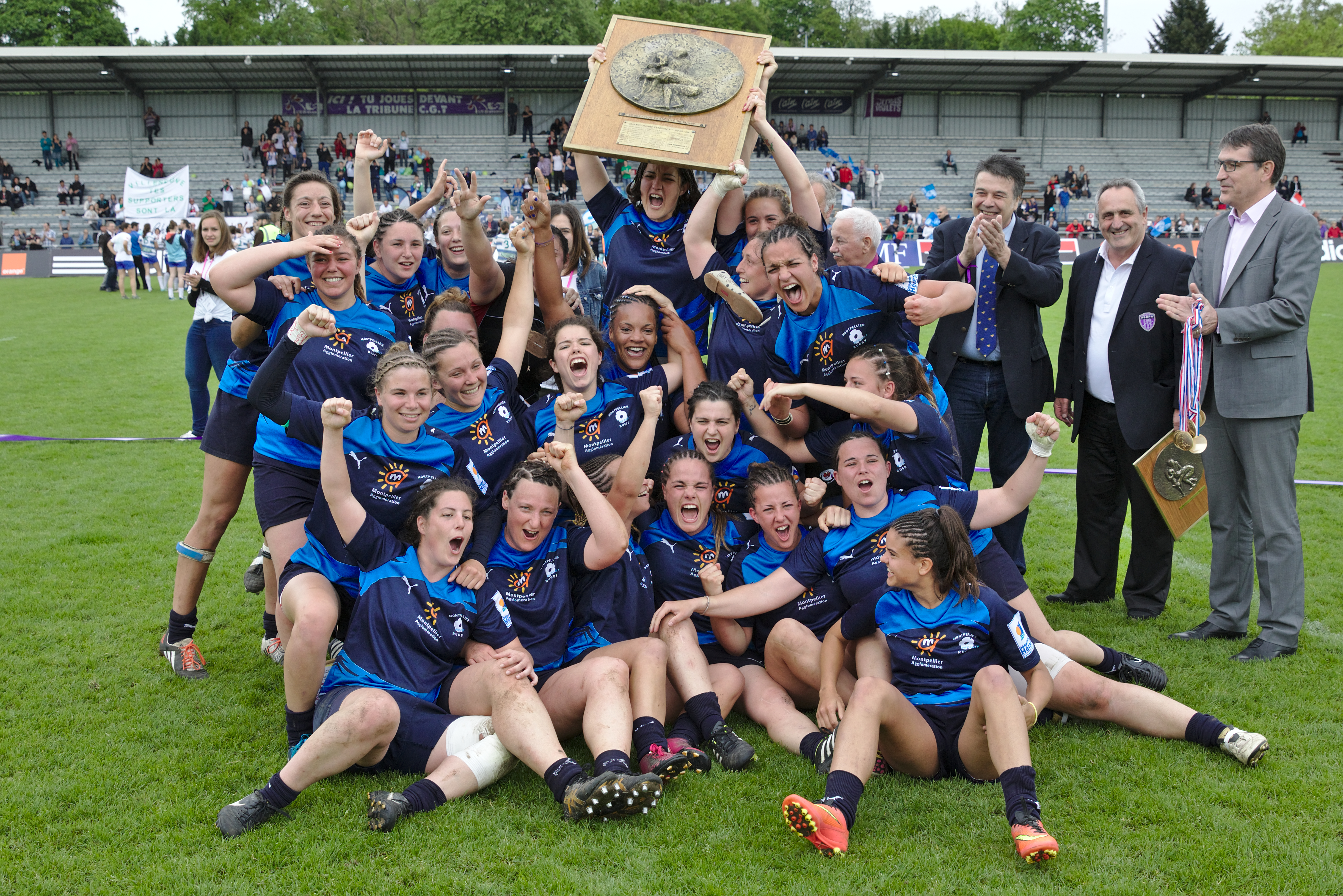
Les féminines du MRC après la finale du Top 8 (2015).

| Date de la finale | Vainqueur         | Finaliste           | Score | Lieu de la finale                      | Spectateurs |
| ----------------- | ----------------- | ------------------- | ----- | -------------------------------------- | ----------- |
| 24 juin 2007      | Montpellier RC    | Ovalie caennaise    | 10-3  | Grenoble                               |             |
| 2008              | USAT XV Toulouges | Montpellier RC      | 18-15 | Narbonne                               |             |
| 20 juin 2009      | Montpellier RC    | USAT XV Toulouges   | 19-16 | Gruissan                               |             |
| 29 mai 2010       | USAT XV Toulouges | Montpellier RC      | 26-05 | Stade Jean Bouin, Paris                |             |
| 10 juin 2012      | RC Lons           | Montpellier RC      | 14-10 | Stade de Loudes, L'Union               |             |
| 1er juin 2013     | Montpellier RC    | Lille MRCV          | 15-12 | Stade Robert Barran, Vierzon           |             |
| 27 avril 2014     | Montpellier RC    | AC Bobigny 93 rugby | 29-19 | Stade de l'escale, Arnas               |             |
| 2 mai 2015        | Montpellier RC    | Lille MRCV          | 17-3  | Stade Marcel-Verchère, Bourg-en-Bresse |             |
| 21 mai 2016       | Lille MRCV        | Montpellier RC      | 18-7  | Stade Jules-Ladoumègue, Massy          |             |
| 29 avril 2017     | Montpellier RC    | Lille MRCV          | 17-11 | Stade André-Moga, Bègles               | 1500        |
| 13 mai 2018       | Montpellier RC    | Stade toulousain    | 15-12 | Stade Albert-Domec, Carcassonne        |             |
| 18 mai 2019       | Montpellier RC    | Stade toulousain    | 22-13 | Stade Maurice-Trélut, Tarbes           |             |

## Personnalités du club

### Joueuses internationales

#### En équipe de France de rugby à XV
- Montserrat Amédée
- Aurélie Bailon
- Cyrielle Banet
- Caroline Boujard
- Marine De Nadaï
- Koumiba Djossouvi
- Clotilde Flaugère
- Émeline Gros
- Marine Ménager
- Romane Ménager
- Gaëlle Mignot
- Safi N'Diaye
- Morgane Peyronnet
- Élodie Portaries
- Elodie Poublan
- Agathe Sochat
- Jennifer Troncy
- Aurélie Vernhet

#### En équipe de France de rugby à sept
- Montserrat Amédée
- Jennifer Troncy
- Caroline Boujard

### Liste des entraîneurs
| Années    | Entraineur         | Assistants                                         |
| --------- | ------------------ | -------------------------------------------------- |
| ...-2015  | Claude Boudier     | Pascal Penaud                                      |
| 2015-2021 | Olivier Clessienne | Patrick Raffy (trois-quarts)                       |
| 2021-2022 | Patrick Raffy      | David Theillet (avants)                            |
| 2022-2023 | Stéphane Ferrière  | Armand Mardon (avants)                             |
| 2023-2024 | Armand Mardon      | Cyril Bouladou (trois-quarts)                      |
| 2024-     | Armand Mardon      | Cyril Bouladou (trois-quarts), Alex Tulou (avants) |